# Parilly (Indre-et-Loire)
Pour les articles homonymes, voir Parilly.
Parilly est une ancienne commune française du département d'Indre-et-Loire. La commune n'a connu qu'une brève existence : dès 1792, elle est supprimée et rattachée à Chinon, ce qui entraîne la fermeture de son église paroissiale.

## Source
- Des villages de Cassini aux communes d'aujourd'hui, « Notice communale : Parilly », sur ehess.fr, École des hautes études en sciences sociales.